# Seznam benátských patriarchů

Osobní znak patriarchy Francesca Moraglii

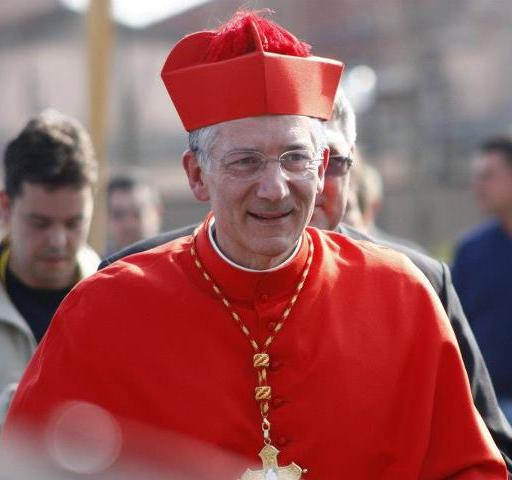
Úřadující patriarcha benátský Francesco Moraglia

Tento seznam benátských patriarchů zahrnuje všechny hlavy (patriarchy) benátského patriarchátu o jeho založení v roce 1451 do současnosti. 

## Seznam patriarchů
1. svatý Vavřinec Giustiniani (1451-1456)
2. Giovanni Barozzi (?-1466).
3. Maffeo Gherardi (1466-1492).
4. Tommaso Donato (1495-?).
5. Marco Cornaro (?-1524).
6. Gerolamo Querini (1524-1554).
7. Pietro Francesco Contarini (1554-1555).
8. Vincenzo Diedo (1555-1559).
9. Giovanni Trevisan (1559-1591).
10. Lorenzo Priuli (1591-1600).
11. Matteo Zane (1600-1608).
12. Francesco Vendramin (1608-1616).
13. Giovanni Tiepolo (1619-1630).
14. Federico Corner (1630-1644).
15. Gianfrancesco Morosini (1644-1678).
16. Alvise Sagredo (1678-1688).
17. Gianalberto Badoaro (1688-1714).
18. Pietro Barbarigo (1714-?).
19. Marco Gradenigo (?-1734).
20. Francesco Antonio Correr (1734-1741).
21. Aloisio Foscari (1741-1758).
22. Giovanni Bragadin (1758-1775).
23. Federico Maria Giovanelli (1776-1800).
24. Ludovico Flangini Giovanelli (1801-1804).
25. Nicola Saverio Gamboni (1807-1808).
26. Stefano Bonsignore (1811-1813
27. Francesco Milesi (1816-1819).
28. Jan Křtitel Ladislav Pyrker (1820-1826).
29. Giacomo Monico (1827-1851).
30. ctihodný Angelo Ramazzotti (1858-1861).
31. Giuseppe Luigi Trevisanato (1862-1877).
32. Domenico Agostini (1877-1891).
33. svatý Giuseppe Melchiorre Sarto (1896-1903) – Papež Pius X.
34. Aristide Cavallari (1904-1914).
35. Pietro La Fontaine (1915-1935).
36. Adeodato Giovanni Piazza (1936-1948).
37. Carlo Agostini (1949-1952).
38. svatý Angelo Giuseppe Roncalli (1953-1958) – Papež Jan XXIII.
39. Giovanni Urbani (1958-1969).
40. blahoslavený Albino Luciani (1970-1978) – Papež Jan Pavel I.
41. Marco Cé (1979-2002).
42. Angelo Scola (2002-2011).
43. Francesco Moraglia od 31. ledna 2012[1]